# Mathias Gydesen
Mathias Gydesen (født 1988) er en dansk elitesvømmer, der deltog i sommer-OL 2012 i 100 meter rygcrawl og har sat adskillige danske rekorder samt en nordisk rekord. Derudover vandt han det amerikanske universitetsmesterskab, NCAA, i både 2010 og 2012.  
Gydesen stiller op for Sigma Nordsjælland og træner for tiden på University of California, Berkeley. Han begyndte at svømme som seksårig og fik debut på landsholdet i 2007. Han er indehaver af den nordiske rekord i 100 m rygcrawl med tiden 54,41 sekunder. Blandt hans bedste resultater er en sølvmedalje fra junior-EM i 2006 samt en semifinale ved EM i 2010. Han er uddannet fra Haas School of Business på University of California.
Ved et stævne i Indianapolis var han 1/100 sekund fra det officielle krav om kvalifikation til OL 2012, og senere fik han på den baggrund dispensation fra det internationale svømmeforbund, FINA, til at komme med til legene.
I 100 m rygcrawl ved OL i London svømmede Gydesen i tiden 55,31 sekunder, et pænt stykke fra hans nordiske rekord, hvilket rakte til en 30. plads blandt de 43 deltagere, og dermed gik han ikke videre til semifinalen. Efter løbet bekendtgjorde han, at han agtede at stoppe sin svømmekarriere. Han fortrød dog beslutningen og har siden fortsat svømningen på eliteplan; han var således med på Sigmas hold, der blev dansk mester i 2014.